# Bierbeek

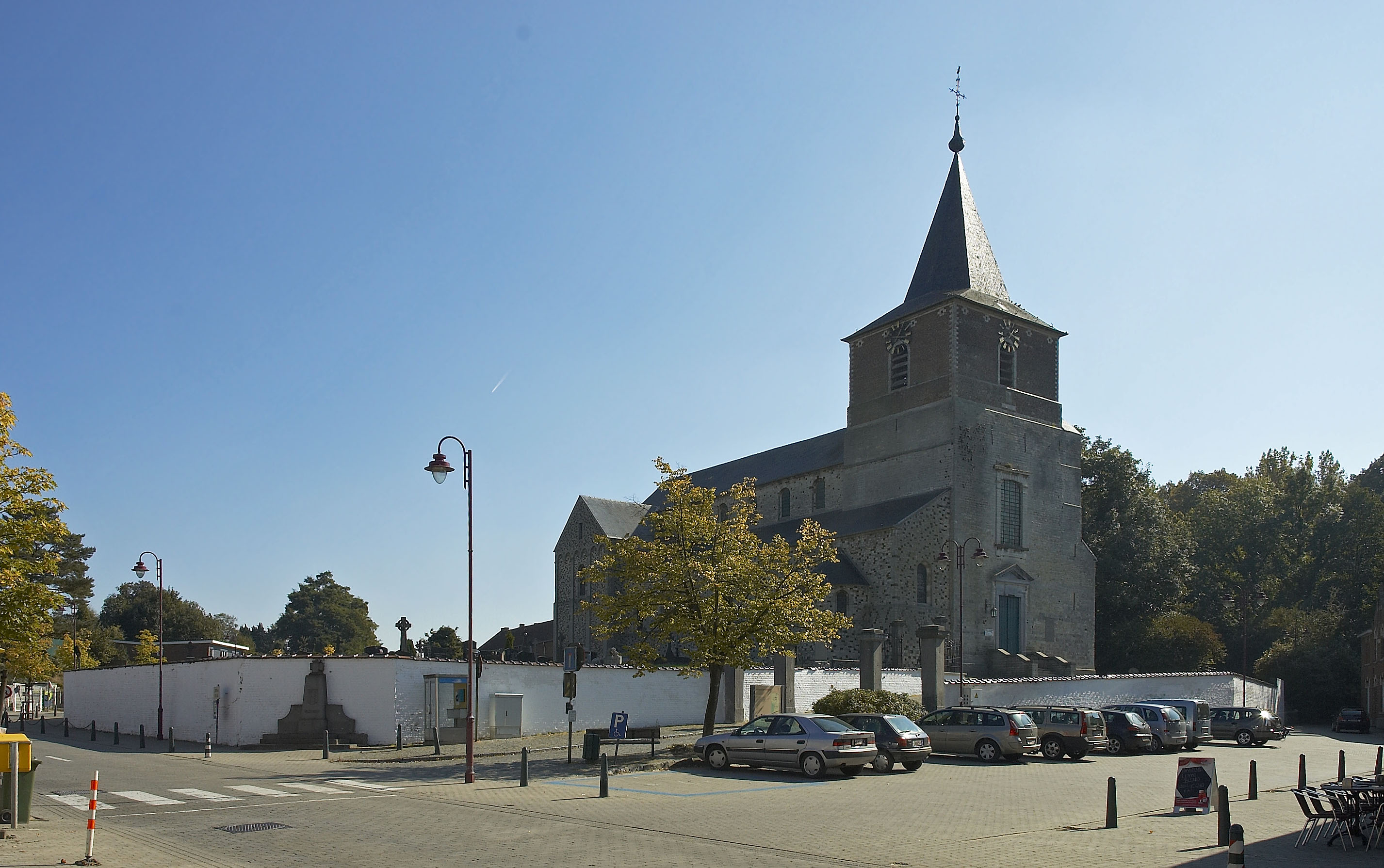

Bierbeek là một đô thị ở tỉnh Vlaams-Brabant. Đô thị này bao gồm các thị xã Bierbeek, Korbeek-Lo, Lovenjoel và Opvelp. Tại thời điểm ngày 1 tháng 1 năm 2006,  Bierbeek có tổng dân số 9.147 người. Tổng diện tích là 39,73 km² với mật độ dân số là 230 người trên mỗi km².